# Ovington Square
Ovington Square est un square de Londres situé dans le quartier de Knightsbridge entre Brompton Road au nord-ouest et Walton street au sud-est.

## Histoire
Le square est établi sur l'ancienne propriété du baron Frederick von Zandt, originaire de Wurtzbourg en Allemagne grâce à sa veuve,  Elizabeth Standerwick, née à Ovington House, qui le fonde et développe en 1844. Les maisons l'entourant sont construites de 1844 à 1850 par W.W. Pocock.